# Siva Reka, Haskovo
Siva Reka (în bulgară Сива Река) este un sat în comuna Svilengrad, regiunea Haskovo,  Bulgaria. 

## Demografie
Componența etnică a satului Siva Reka
     Turci (1,85%)
     Bulgari (85,64%)
     Romi (3,24%)
     Nicio identificare (9,25%)
La recensământul din 2011, populația satului Siva Reka era de 216 locuitori. Din punct de vedere etnic, majoritatea locuitorilor (85,64%) erau bulgari, existând și minorități de romi (3,24%) și turci (1,85%). Pentru 9,25% din locuitori nu este cunoscută apartenența etnică.